# Dobrá čajovna

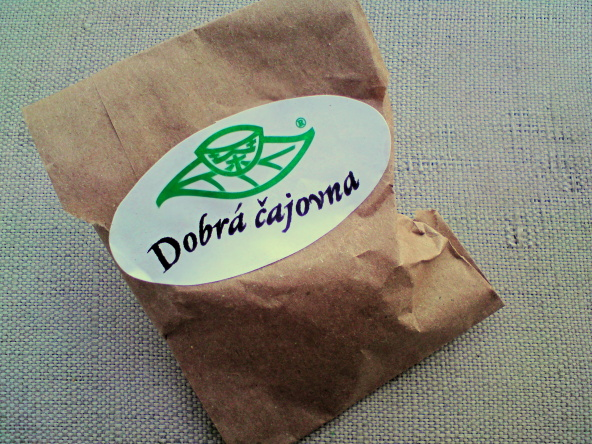
Logo firmy na balíčku s čajem zakoupeným v čajovně

Dobrá čajovna je mezinárodní frenčízová síť dvaceti dvou čajoven   v České republice (Praha, Brno, Cheb, Karlovy Vary, Havířov a další), na Slovensku,  v Maďarsku, Polsku a USA. Obchodní značku Dobrá čajovna vlastní Spolek milců čaje.

## Historie
První Dobrá čajovna byla otevřena 1. června 1993 v Praze na Václavském náměstí. Založili ji Aleš Juřina a Jiří Šimsa..

## Charakteristika
Majitel sítě Dobrých čajoven v rozhovoru v pořadu České televize POKR tvrdí, že je pro Dobré čajovny charakteristická snaha o skloubení podávání čaje v jeho nejrůznějších podobách s typickým stylem interiéru a poslechem hudby. Obsluhující personál tvoří převážně muži, kteří jsou nazýváni „čajoví tovaryši“ a jsou školeni tak zvanými „čajovými mistry“, o kterých majitel tvrdí, že jsou průběžně vzděláváni ve znalostech čajů a jejich přípravy.